# 阿巴斯·卡里米
穆罕默德·阿巴斯·卡里米（1997年—）是美籍阿富汗残疾人游泳运动员，曾以难民身份摘获2017年世界残疾人游泳锦标赛50米蝶泳S5级银牌，是为首位获得该赛事奖牌的难民。2021年再次代表难民参加东京残奥会50米蝶泳S5级比赛，排名第八。
2022年，卡里米入籍美国并代表该国参赛，并参加了2022年世锦赛混合泳接力比赛。他曾在阿富汗、土耳其及美国全国锦标赛取胜，2024年在巴黎残奥会4×50米自由泳混合接力赛获得亚军。

## 个人生活
卡里米生于阿富汗喀布尔，天生无臂。他的家人是哈扎拉人后裔，父亲于2019年去世。他的其中一个兄弟居于澳大利亚，2013年至2021年，卡里米未曾见其一面。2021年塔利班攻勢后，卡里米家举家搬迁至巴基斯坦。
16岁时，卡里米背井离乡，以摆脱塔利班统治。2013年，卡里米经过伊朗和札格羅斯山脈，到达土耳其某难民营。在土耳其期间，他曾居住在四处不同的难民营。2016年，他在某美国教师及联合国难民署帮助下办理了在美定居文件，迁居波特兰。2019年移居劳德代尔堡，2022年归化美国籍。

## 体育生涯
卡里米12岁时练习踢拳，13岁时开练游泳。他参加的第一次竞赛是阿富汗全国锦标赛，并取得冠军。在土耳其期间，他两获全国冠军，累计奖牌15枚。在土耳其难民营期间，卡里米因缺少适当的旅行证件，无法参加国际赛事。
2017年世锦赛，卡里米在50米蝶泳S5级比赛夺银，是为首位获得世界残疾人游泳锦标赛奖牌的难民运动员。同时，他在S5级仰泳项目排名第六。2018年，他在美国残奥委会全国残疾人游泳锦标赛50米自由泳比赛胜出。2019年世锦赛期间，卡里米在50米蝶泳排名第六。受2019冠状病毒病疫情影响，游泳池一度全部封闭，卡里米有数月无法游泳。
2021年，卡里米参加美国残奥选拔赛50米蝶泳、仰泳和自由泳比赛。2021年4月，他在德克萨斯州世界残疾人游泳系列赛50米蝶泳S5级比赛获胜。6月，卡里米入围东京残奥会难民代表团。他与阿莉亚·伊萨举残奥会旗出席开幕式。他参加了50米蝶泳S5级比赛，并取得决赛资格，最终排名第八。他亦参加了50米仰泳S5级比赛，在预赛中以最后一名完赛。同年，卡里米在美国游泳大师协会（U.S. Masters Swimming, USMS）全国长池锦标赛200米仰泳和200米蝶泳比赛胜出。2022年，他在印第安纳波利斯世界系列赛50米蝶泳比赛获胜。
卡里米代表美国参加2022年世锦赛期间，于50米自由泳预赛排名第九，在50米仰泳及50米蝶泳比赛排名第四。此外，他同伊丽莎白·马克斯、鲁迪·加西亚·托尔森和莉安·史密斯在混合泳接力比赛夺冠，刷新世界纪录。在2023年泛美残疾人运动会上，他在50米自由泳S5级比赛排名第三。
2024年7月，卡里米入选巴黎残奥会美国代表团名单。他在4×50米自由泳混合接力比赛中获得团体银牌。